# 3º Corpo d'armata (Russia)
Il 3º Corpo d'armata (in russo 3-й армейский корпус?, 3-j armejskij korpus, unità militare 30683) è un corpo d'armata delle Forze terrestri russe, facente parte del Distretto militare centrale e con base a Mulino nell'oblast' di Nižnij Novgorod.

## Storia
Il 6 luglio 2022 l'Institute for the Study of War ha annunciato per la prima volta la formazione del 3º Corpo d'armata, la cui base operativa e centro di addestramento sono stati individuati ad agosto presso la cittadina di Mulino, nella regione di Nižnij Novgorod. Il corpo è stato costituito rapidamente al fine di essere impiegato in Ucraina per rimpiazzare le perdite subite dalle truppe russe in combattimento sin dall'inizio dell'invasione del paese. Le unità che lo compongono sono state formate da personale perlopiù volontario reclutato su base regionale da diversi soggetti federali della Russia. Entro l'8 agosto erano stati creati circa 40 battaglioni provenienti da 19 diverse regioni, la maggioranza dei quali al di sotto della dimensione prevista sulla carta di 400 uomini. A causa della scarsità di ufficiali e personale esperto per addestrare le reclute, l'addestramento è stato particolarmente scadente.
A partire dalla fine di agosto il corpo d'armata è stato schierato nella regione di Charkiv, dove a settembre è stato frettolosamente dispiegato a sostegno delle forze russe investite dalla controffensiva ucraina, subendo gravi perdite nell'area di Kup"jans'k e unendosi immediatamente alla ritirata generale verso est. Durante la rotta ha lasciato sul terreno numerosi carri armati e veicoli da combattimento, secondo quanto riportato da Forbes "sciogliendosi" a contatto con il nemico senza avere nessun impatto sul campo di battaglia.
In seguito le riserve del corpo sono state trasferite a rinforzare le unità russe negli oblast' di Donec'k e di Zaporižžja. A febbraio 2023 la 72ª Brigata fucilieri motorizzata ha preso parte alla fallita offensiva in direzione di Vuhledar, subendo gravi perdite insieme alla 40ª e alla 155ª Brigata fanteria di marina. A marzo il 10º Reggimento corazzato della 6ª Divisione ha perso numerosi carri armati in direzione di Avdiïvka nel corso di diversi infruttuosi attacchi frontali. A partire da maggio la 72ª Brigata è stata schierata sul fianco sud del fronte di Bachmut, dove i suoi reparti sono stati messi in fuga dai contrattacchi ucraini, lasciando senza copertura le truppe del Gruppo Wagner che combattevano in città. Per questo Evgenij Prigožin ha duramente criticato la brigata e fatto rapire il suo comandante per costringerlo a scusarsi. Nei mesi successivi la brigata ha subito gravissime perdite ad opera della 3ª Brigata d'assalto "Azov", finché a settembre è stata parzialmente circondata e distrutta, secondo analisti occidentali cessando sostanzialmente di esistere. Anche la 6ª Divisione fucilieri motorizzata ha combattuto nell'area di Bachmut fra il 2023 e il 2024, perdendo diverse perdite. Il 10º Reggimento corazzato della divisione ha invece continuato a operare in direzione di Avdiïvka, prendendo parte alla fase finale della battaglia per la città. In seguito è stato trasferito alle dipendenze della 20ª Divisione fucilieri motorizzata, venendo successivamente rimpiazzato dall'89º Reggimento corazzato.

## Ordine di battaglia
- 6ª Divisione fucilieri motorizzata (unità militare 77860)
  -  54º Reggimento fucilieri motorizzato (unità militare 31831)
  -  55º Reggimento fucilieri motorizzato
  - 57º Reggimento fucilieri motorizzato (unità militare 31832)
  - 89º Reggimento corazzato (unità militare 53015)
  - 27º Reggimento artiglieria delle guardie (unità militare 52436)
- 72ª Brigata fucilieri motorizzata (unità militare 13637)
- 17ª Brigata artiglieria pesante delle guardie (unità militare 74927)
- 8º Battaglione comando
- 29º Battaglione genio
- 154º Battaglione manutenzione
- 8ª Compagnia difesa NBC
- 9ª Compagnia specnaz
- 44ª Compagnia difesa contraerea
- 148ª Compagnia ricognizione